# Savoia-Marchetti SM.62

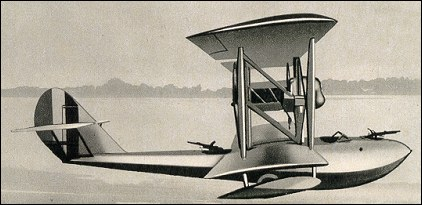

Savoia-Marchetti SM.62 — итальянская летающая лодка, выпускавшаяся с 1926 года. Состояла на службе в Королевских ВВС Италии и в ВВС нескольких иностранных армий; также производилась по лицензии в Испании, Румынии и СССР. Некоторые из испанских самолётов участвовали в гражданской войне второй половины 1930-х годов.

## История
Самолёт SM.62, разработанный компанией Savoia-Marchetti на базе предыдущей модели SM.59, совершил свой первый полёт в 1925 году.
Конструктивно он представлял собой одномоторный деревянный биплан с однолонжеронным крылом. Двигатель, установленный между верхним и нижним крыльями, приводил в движение толкающий воздушный винт. Серийное производство началось в 1926 году. Помимо двух турельных пулемётов в кормовой и носовой частях фюзеляжа, рассматривалась возможность установки 20-мм пушки «Эрликон», но так этот вариант не был реализован.
Развитие проекта продолжалось, и уже в следующем году была разработана модификация SM.62bis с более мощным 750-л.с. (559 кВт) двигателем Isotta Fraschini Asso 750, который был на 50% мощнее предшественника, что позволяло самолёту с максимальной взлётной массой в 4000 кг развивать скорость 220 км/ч, а дальность полёта — 1200 км, что по тем временам было достаточно неплохими характеристиками для гидроплана. Данный проект послужил основой будущего SM.78.
SM.62 был одним из первых итальянских самолётов, активно участвовавших в различных соревнованиях, например в гонках Нью-Йорк — Буэнос-Айрес в 1926 году, и в перелёте на 10 000 км в Северной Европе. Ему удалось установить несколько рекордов: средней скорости полёта на дистанцию 500 км — 190,537 км/ч в 1926 году (позже увеличен до 194,237 км/ч), а также мировые рекорды полёта на 500 км с весом 500 кг, на 100 км и на 500 км с весом 1000 кг.
В 1928 году была построена небольшая серия гражданских летающих лодок S.62P, часть из них имела закрытую кабину для пилота и четырёх пассажиров. Эти самолёты использовались итальянской авиакомпанией Società Aerea Mediterranea (SAM), а несколько из них были проданы в США и Испанию, в частности, один самолёт (борт M-CAMM), последовательно принадлежал компаниям CLASSA и LAPE.
Годом позже Испания приобрела лицензию на SM.62 и выпустила для своей морской авиации на барселонской фабрике La Maquinista Terrestre y Marítima 40 машин с 630-сильными двигателями Hispano-Suiza 12Lb, вооружённых четырьмя пулемётами Vickers E/K калибра 7,7 мм. Также на них устанавливались двойные бомбодержатели типа Scarff, рассчитанные на 600 кг бомб. Несмотря на то, что к началу гражданской войны самолёт уже устарел, в ней приняли участие 30 оставшихся в наличии гидропланов, из которых примерно 25 числились в рядах FARE.

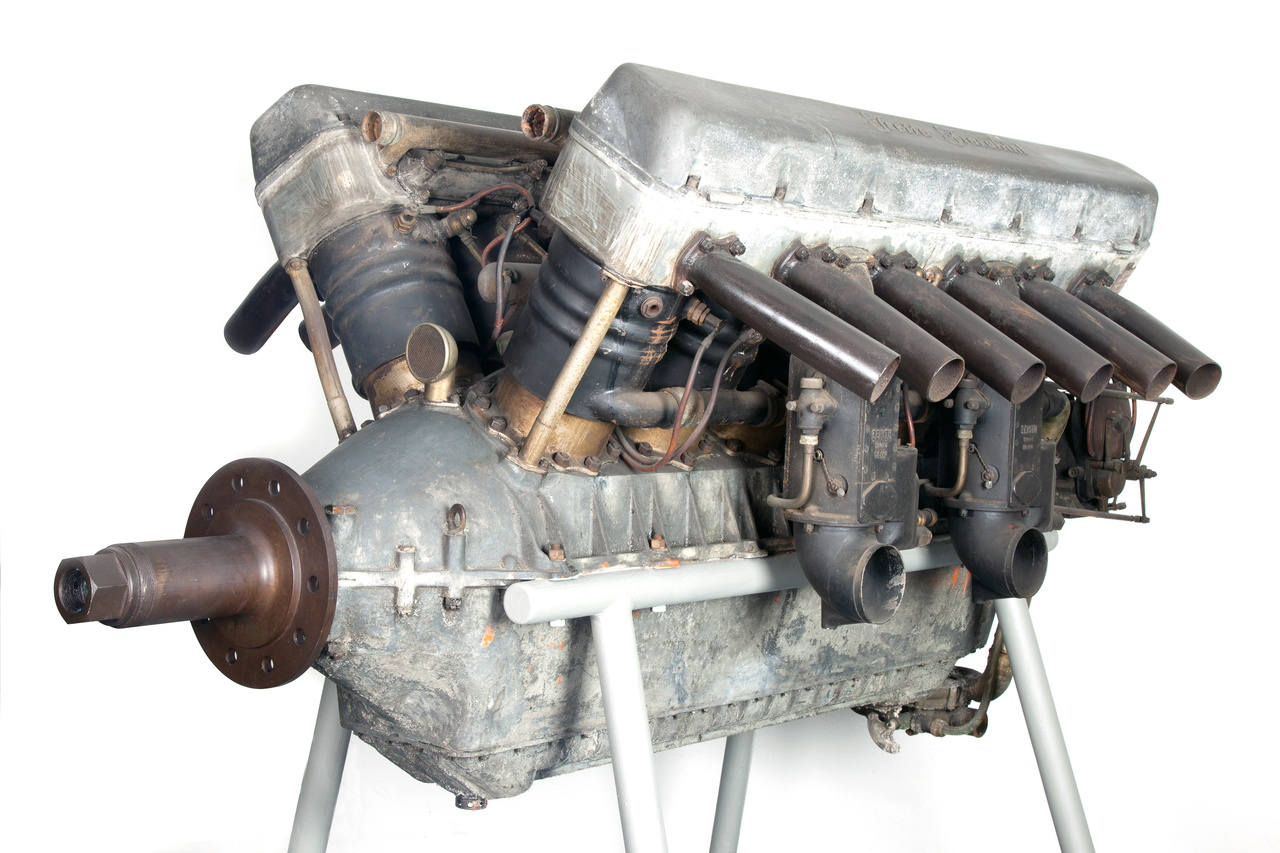
Двигатель Isotta Fraschini Asso 500

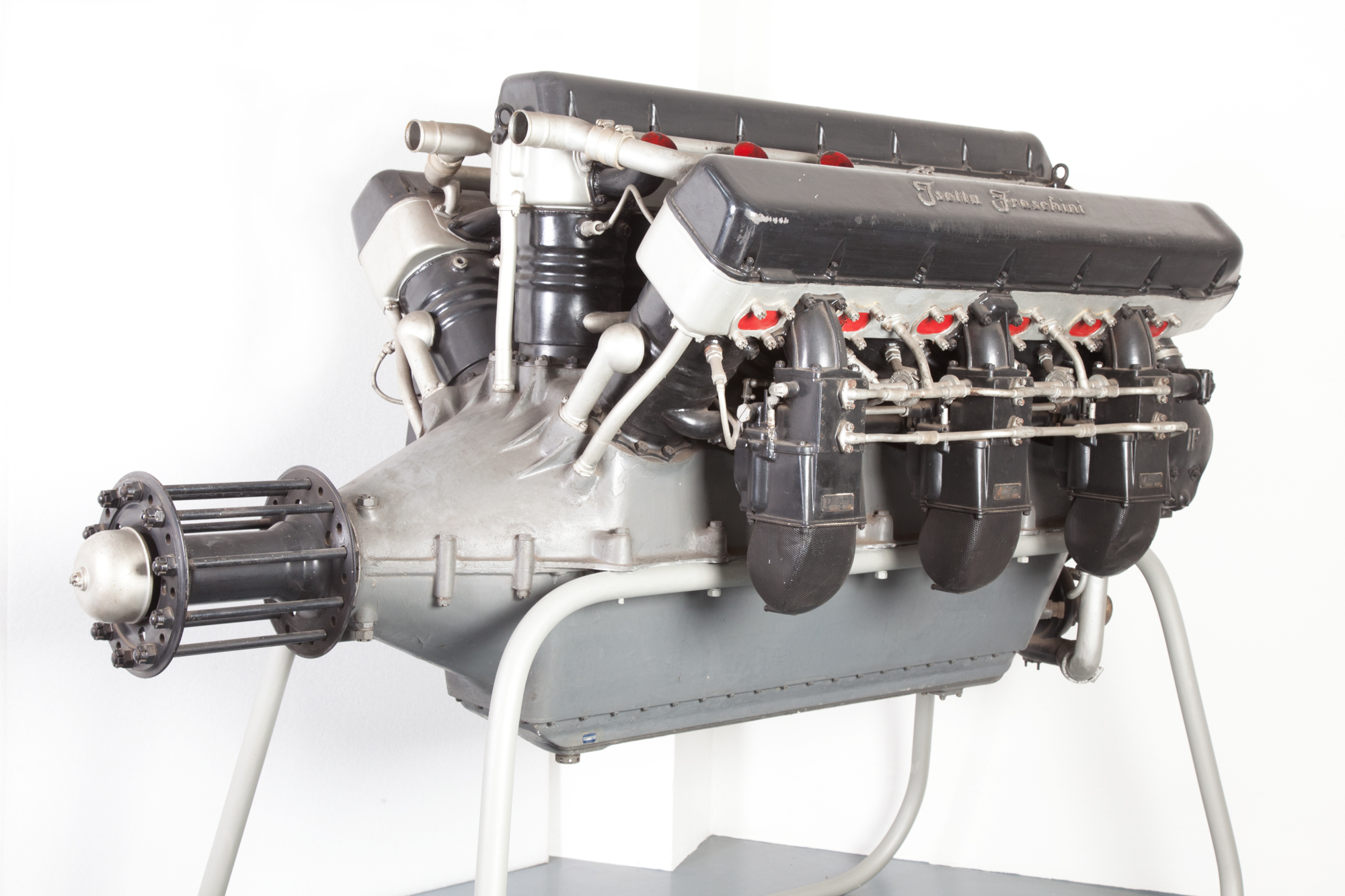
W-образный 18-цилиндровый двигатель Isotta Fraschini Asso 750, устанавливавшийся на SM.62bis

СССР закупил несколько SM.62 в 1930 году, с 1932 года началось их лицензионное производство; на заводах в Таганроге было выпущено 22 SM.62 и 29 улучшенных лодок, именовавшихся МБР-4.
Румыния купила в 1932 году 14 S.62bis, а также получила лицензию на его производство; в 1936 году Министерство авиации и флота обратилось к компаниям Industria Aeronautică Română (IAR) в Гимбаве и ICAR с заказом на постройку ещё пяти самолётов S.62bis, предназначенных для замены пришедших в негодность. ICAR изготовил крылья, поплавки и другие детали, а IAR построил корпуса, окончательная сборка была произведена в мастерских STC-Constanța. Отличительным элементом гидросамолётов, построенных в Румынии, были более округлые законцовки крыльев.
В 1932 году один самолёт был импортирован Императорским флотом Японии. Позже он был продан Японскому институту воздушного транспорта и, получив регистрационный номер J-BBWI, использовался для различных целей, в частности, как поисковый и спасательный.
В самой Италии самолёты эти продолжали использовались как разведчики/бомбардировщики, а также в «школе скоростных полётов» Дезенцано. Развитием конструкции стал SM.78 (1932), который был на тонну тяжелее предшественника и обладал на 20% большей мощностью; увеличившийся запас топлива, фактически удваивал дальность полёта.

## Модификации
SM.62серийная модификация с 500-сильным (368 кВт) двигателем Isotta Fraschini Asso 500 (1926).
SM.62bisW-образный 18-цилиндровый двигатель Isotta Fraschini Asso 750 (750 л.с. / 559 кВт) (1927).
SM.62Pгражданский вариант (1928).
SM.62ter
SM.62bis (испанский)лицензионный выпуск SM.62bis с 600-сильным 12-цилиндровым двигателем Hispano-Suiza (1930).
МБР-4Советский лицензионный выпуск SM.62bis.

## Лётно-технические характеристики (SM.62)
Источник данных: Jane's all the World's Aircraft 1928, The Encyclopedia of World Aircraft 

Технические характеристики
- Экипаж: 3
- Длина: 11 м
- Размах крыла: 15.5 м
- Высота: 4,19 м
- Площадь крыла: 65 м2
- Масса пустого: 1 900 кг
- Максимальная взлётная масса: 3 000 кг
- Силовая установка: 1 × Поршневой 12-ти цилиндровый V-образный двигатель внутреннего сгорания с системой водяного охлаждения Isotta Fraschini Asso 500 R.I.
- Мощность двигателей: 1 × 500 л.с. (1 × 370 кВт)
- Воздушный винт: 4-лопастный фиксированного шага, толкающий

Лётные характеристики
- Максимальная скорость: 200 км/ч
- Скорость сваливания: 85 км/ч
- Практический потолок: 4 200 м
- Скороподъёмность: 3000 м за 24 минуты
- Нагрузка на крыло: 46,15 кг/м2
- Тяговооружённость: 0,125 кВт/кг

Вооружение
- Стрелково-пушечное: 4 × 7,7-мм пулемёта Breda-SAFAT, по 2 в носовой и кормовой точках
- Бомбы: 600 кг

## Эксплуатанты
Королевство Италия
- Regia Aeronautica
- Società Aerea Mediterranea (SAM)

 Королевство Испания
- Aeronáutica Naval
- CLASSA

 Республиканская Испания
- Испанская республиканская авиация[7]
- LAPE

 Франкистская Испания
- ВВС франкистской Испании – после гражданской войны.

 Румыния
- морская авиация (11 units) Five licence-built locally; biplane bomber, с 7.7-мм пулемётами.

 Японская империя
- ВВС Императорского флота Японии

 СССР
- Авиация ВМФ РККА

По неподтверждённым данным SM.62bis экспортировался также в Португалию, Аргентину, Грецию и Турцию.